# Drosophila crassa
Drosophila crassa är en tvåvingeart som beskrevs av Patterson och Gordon Mainland 1944. Drosophila crassa ingår i släktet Drosophila och familjen daggflugor.
Artens utbredningsområde är Mexiko.